# نیکرسون (نبراسکا)
نیکرسون(به انگلیسی: Nickerson) شهری در ایالت نبراسکا کشور ایالات متحده آمریکا است که جمعیت آن در سرشماری سال ۲۰۱۰ میلادی، ۳۶۹ نفر بوده‌است.